# Stodoły (województwo kujawsko-pomorskie)
Stodoły (niem. Hochkirch) – wieś w Polsce położona w województwie kujawsko-pomorskim, w powiecie mogileńskim, w gminie Strzelno.

## Podział administracyjny
W latach 1975–1998 miejscowość położona była w województwie bydgoskim.

## Demografia
Według Narodowego Spisu Powszechnego (III 2011 r.) liczyła 178 mieszkańców. Jest siedemnastą co do wielkości miejscowością gminy Strzelno.